# Bucculatrix
Bucculatrix is een geslacht van vlinders van de familie Ooglapmotten (Bucculatricidae).

## Soorten
- B. absinthii Gartner, 1865
- B. agilis Meyrick, 1920
- B. ainsliella

Amerikaanse ooglapmot Murtfeldt, 1905
- B. alaternella Constant, 1890
- B. albedinella

Witte iepenooglapmot (Zeller, 1839)
- B. albella Stainton, 1867
- B. albiguttella Millière, 1886
- B. alpina Frey, 1870
- B. amara Meyrick, 1913
- B. andalusica Deschka, 1980
- B. anthemidella Deschka, 1972
- B. anticolona Meyrick, 1913
- B. argentisignella Herrich-Schäffer, 1855
- B. armeniaca Deschka, 1992
- B. artemisiella Herrich-Schäffer, 1855
- B. atagina Wocke, 1876
- B. bechsteinella

Meidoornooglapmot (Bechstein & Scharfenberg, 1805)
- B. benacicolella Hartig, 1937
- B. bicolorella Chretien, 1915
- B. canariensis Walsingham, 1908
- B. cantabricella Chretien, 1898
- B. caspica Puplesis & Sruoga, 1991
- B. cidarella

Elzenooglapmot (Zeller, 1839)
- B. clavenae Klimesch, 1950
- B. cretica Deschka, 1991
- B. cristatella

Duizendbladooglapmot (Zeller, 1839)
- B. chrysanthemella Rebel, 1896
- B. damarana Mey, 2004
- B. daures Mey, 2004
- B. demaryella

Berkenooglapmot (Duponchel, 1840)
- B. diffusella Menhofer, 1943
- B. dulcis Meyrick, 1913
- B. edocta Meyrick, 1921
- B. eugenmaraisi Mey, 2004
- B. facilis Meyrick, 1911
- B. fatigatella Heyden, 1863
- B. frangutella

Vuilboomooglapmot (Goeze, 1783)
- B. galeodes Meyrick, 1913
- B. gnaphaliella (Treitschke, 1833)
- B. helichrysella Constant, 1889
- B. herbalbella Chretien, 1915
- B. hobohmi Mey, 2004
- B. humiliella Herrich-Schäffer, 1855
- B. inchoata Meyrick, 1913
- B. infans Staudinger, 1880

- B. khomasi Mey, 2011
- B. kirkspriggsi Mey, 2004
- B. laciniatella Benander, 1931
- B. latviaella Sulcs, 1990
- B. lavaterella Millière, 1865
- B. lenis Meyrick, 1913
- B. lutaria Mey, 2004
- B. maritima

Zeeasterooglapmot Stainton, 1851
- B. mehadiensis Rebel, 1903
- B. melipecta Meyrick, 1914
- B. monelpis Meyrick, 1928
- B. myricae Ragonot, 1879
- B. nigricomella

Margrietooglapmot (Zeller, 1839)
- B. noltei

Bijvoetooglapmot Petry, 1912
- B. ochromeris Meyrick, 1928
- B. orophilella Nel, 1999
- B. paliuricola Kuznetzov, 1960
- B. pannonica Deschka, 1982
- B. phagnalella Walsingham, 1908
- B. porthmisa Meyrick, 1908
- B. praecipua Meyrick, 1918
- B. pseudosylvella Rebel, 1941
- B. pyrenaica Nel & Varenne, 2004
- B. quieta Meyrick, 1913
- B. ratisbonensis Stainton, 1861
- B. rhamniella

Wegedoornooglapmot Herrich-Schäffer, 1855
- B. santolinella Walsingham, 1898
- B. telavivella Amsel, 1935
- B. thoracella

Lindeooglapmot (Thunberg, 1794)
- B. ulmella

Eikenooglapmot Zeller, 1848
- B. ulmicola Kuznetzov, 1962
- B. ulmifoliae

Donkere iepenooglapmot M. Hering, 1931
- B. wittnebeni Mey, 2004
- B. zizyphella Chretien, 1907